# Mystykal Kut

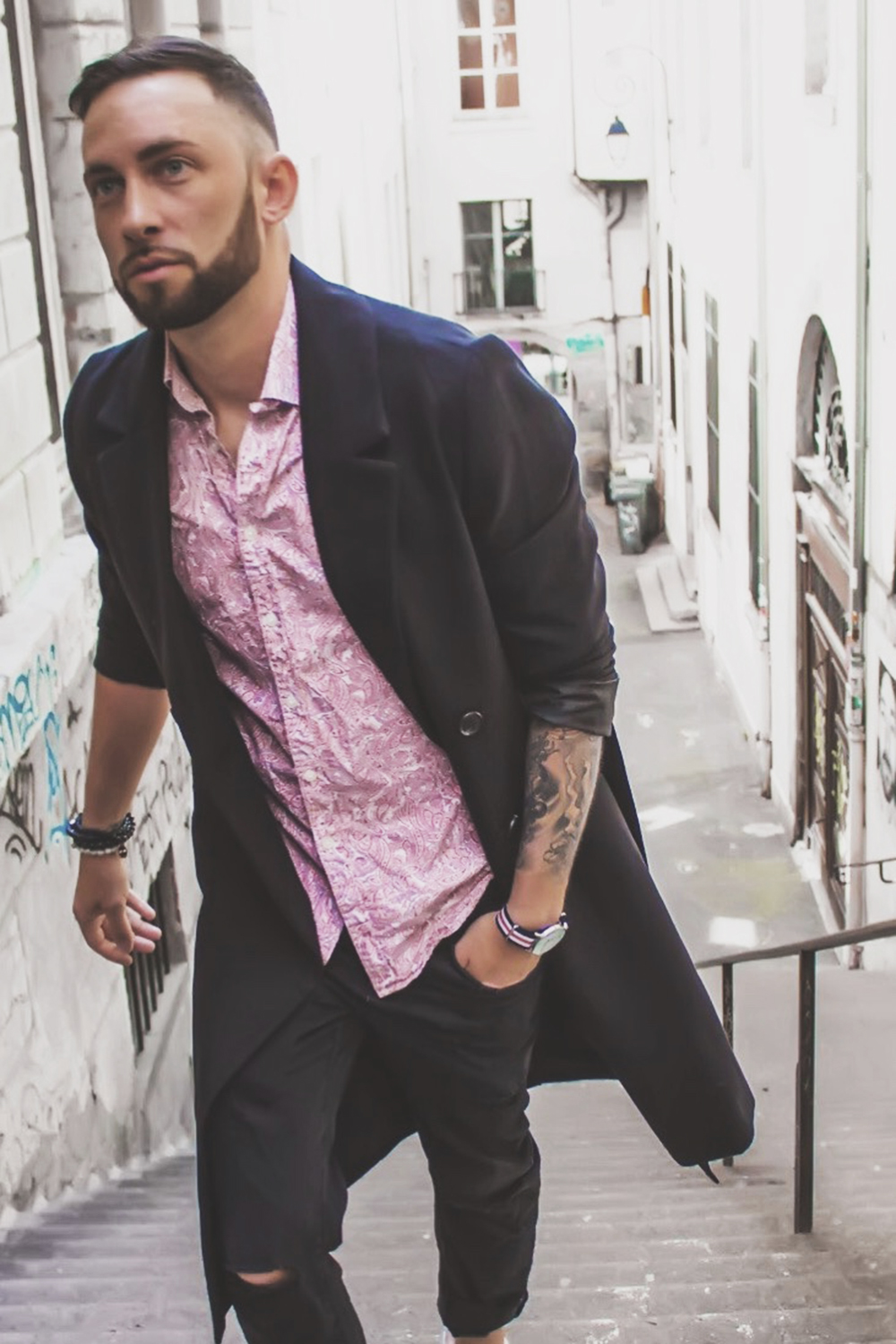

Mystykal Kut, de son vrai nom Arnaud Ledig, est un DJ et producteur français originaire de la région de Strasbourg,. 
Il est le champion de France 2020 du championnat du monde de DJ's Red Bull 3Style,. 
Il est également le DJ du rappeur Black Kent(désormais Directeur Général d'Universal Music Africa). 
Il a collaboré avec de nombreux artistes internationaux. 

## Compétition
Le 27 février 2020, lors de sa 2ème participation au championnat du monde Red Bull 3Style, il est sacré champion de France des DJ's et représentera la France à la finale mondiale en Russie (initialement prévue en avril 2020 mais reportée à cause de la pandémie de Covid-19).

## Radio
Il anime plusieurs émissions sur Radio Bienvenue Strasbourg entre 2002 et 2014, puis devient le DJ résident de la radio Swigg de 2017 à 2019.
En septembre 2021, il rejoint la grille des programmes de Générations Lyon avec "Hangover", une émission axée sur le mix chaque dimanche soir entre 20 et 22h. L'émission s'arrête en fin de saison à l'été 2022, période à laquelle Mystykal Kut rejoint l'équipe estivale de Mouv dans le "Mouv Summer Club".

## Production
Il sort en 2014 son 1er single "Mona Lisa", en collaboration avec LS du duo Afrodiziac, qui bénéficiera du soutien de la chaine nationale Trace Urban.